# Список эпизодов мультсериала «Гравити Фолз»
«Гравити Фолз» (англ. Gravity Falls) — американский анимационный телевизионный сериал, созданный Алексом Хиршем и транслируемый на каналах Disney Channel и Disney XD.
Мультсериал повествует о приключениях близнецов, Диппера и Мэйбл Пайнс, которые проводят летние каникулы у дядюшки Стэна в вымышленном американском городке под названием «Гравити Фолз».
Премьера состоялась 15 июня 2012 года на канале Disney Channel. 14 июня 2014 года было объявлено, что премьера 2 сезона состоится 1 и 4 августа 2014 года на каналах Disney Channel и Disney XD соответственно. 20 ноября 2015 года Алекс Хирш заявил, что сериал завершится на 2 сезоне. Последний эпизод второго сезона, «Странногеддон: вернуть себе город», — длительностью 44 минуты (сдвоенный) — был показан 15 февраля 2016 года.
Всего вышло 2 сезона, по 20 серий каждый.

## Обзор
| Сезон | Серии | Серии | Даты показа    | Даты показа     | Даты показа    |
| Сезон | Серии | Серии | Первая серия   | Последняя серия | Канал          |
| ----- | ----- | ----- | -------------- | --------------- | -------------- |
| 1     | 20    | 20    | 15 июня 2012   | 2 августа 2013  | Disney Channel |
| 2     | 20    | 20    | 1 августа 2014 | 15 февраля 2016 | Disney XD      |

## Первый сезон (2012–2013)

### Сюжет
Сюжет первого сезона мультсериала «Гравити Фолз» разворачивается летом в городке Гравити Фолз в штате Орегон. Близнецы Диппер и Мэйбл Пайнс отправляются на каникулы к своему двоюродному дедушке Стэну. Дядя Стэн — владелец туристического центра «Хижина чудес».
Поначалу подросткам скучно, но вскоре они обнаруживают, что в городе происходит нечто сверхъестественное. Диппер случайно находит в лесу дневник, в котором подробно описываются все аномалии Гравити Фолз. Диппер сразу решает узнать все секреты странного городка и найти автора дневника. Но на каждом шагу Диппера и Мэйбл подстерегает опасность. Окрестности Гравити Фолз полны таинственных мест и странных существ.
| | №  | Название                                                   | Дата премьеры    | Код серии |
| | 1  | Секреты Гравити Фолз (англ. Tourist Trapped)               | 15 июня 2012     | 618G-107  |
| Родители отправляют Диппера и Мэйбл в штат Орегон, городок Гравити Фолз к двоюродному дедушке Стэну. Диппер находит в лесу Дневник №3, описывающий все необычные особенности городка. Тем временем Мэйбл пытается завести летний роман. Пока Диппер бродит по лесу, где и находит дневник, у Мэйбл начинается роман с подозрительным парнем, который оказывается не тем, кем кажется, причём трижды — ни парнем, ни зомби (что не совсем безуспешно, если учесть кадры с отваливающейся рукой, доказывает Диппер, и только потом понимает, как он был далёк от истины), ни обаятельным вампиром — на деле он оказывается толпой гномов, которые ищут себе новую королеву, но, получив отказ от Мэйбл, собираются в огромного великаноподобного монстра, от которого близнецам приходится скрываться на гольф-каре Хижины Чудес. Позже им удаётся победить их, использовав хитрость, актёрское мастерство, удобное место и садовый пылесос из садового инвентаря Хижины Чудес, который был использован как "гномозасасыватель" и "противогномомонстровый гномомёт". В конце этой истории они в подарок от дяди получают подарки: Диппер получает кепку с голубой ёлкой, ставшую его фишкой, а Мейбл выбирает в качестве подарка абордажный крюк, который позже тоже сыграет свою роль.. | 1  |                                                            |                  |           |
| | 2  | Легенда о Живогрызе (англ. The Legend of the Gobblewonker) | 29 июня 2012     | 618G-101  |
| Диппер и Мейбл проводят тихое утро за сиропной гонкой (в чей рот раньше стечёт капля кленового сиропа), в которой побеждает Мейбл, когда они узнают от дяди Стэна. что сегодня день «Веселья в Компании Родных», поэтому они едут «на пикник», но выясняется, что близнецы против того, чтобы провести ещё один день за подделыванием купюр, которое точно не окажется безнаказанным. Тогда Стэн устраивает им сюрприз-поездку на Озеро Гравити Фоллз, чтобы провести с ними целый день за рыбалкой, но в его планы вмешивается местный чудак Мак’Гакет, утверждающий, что видел легендарного Живогрыза Гравити Фоллз, якобы обитающего у Острова Задавалы, однако его прогоняет его же сын, которому стыдно за своего отца. Близнецы, вспомнив про объявление из газеты — 1000$ за лучшее фото монстра — решают вместо рыбалки устроить фотоохоту на Живогрыза в компании чёрствого (на самом деле любящего и пытающегося защитить их от аномалий этого города) дяди. Тут как раз появляется их друг — Зус, на своей классной лодке, и они решают отправиться на поиски чудища вместе с ним, оставив дядю, скупердяя и скептика (как им кажется), из-за чего он пристаёт к чужим детям, срывает предложение руки и сердца и пытается сбежать от полиции. Тем временем весёлая компания запасается фотоаппаратами, и находят полуразрушенный корабль, на котором тусуются бобры. Почти в тот же момент Живогрыз начинает на них охоту, в ходе которой им так и не удаётся его сфотографировать, плюс, скрываясь, они портят отдых большинству отдыхающих, и, наконец, спасаются от него в пещере за водопадом, у входа в которую монстр застревает. Они успешно делают несколько снимков, после чего на голову монстра падает сталактит, и он искрит и ломается. Становится ясно, что это робот, автором и пилотом которого является… Мак’Гакет! Будучи разоблачённым, он рассказывает им о том, что это его не первый робот, и что этого он построил, думая, что, может быть, хоть это заинтересует его сына, который не общался с ним годами, поскольку старики готовы почти на всё, лишь бы их родня уделила им немного внимания. Чувствуя угрызения совести, они возвращаются к дяде и, вместе с Зусом, весело проводят время, не заметив тряхнувшего их лодку (поэтому и выпал фотоаппарат) Настоящего Живогрыза.. | 2  |                                                            |                  |           |
| | 3  | Охотники за головой (англ. Headhunters)                    | 30 июня 2012     | 618G-103  |
| Зус находит тайную комнату, уставленную восковыми фигурами. Раньше дядюшка Стэн использовал их, как экспонаты в своём заведении, но потом он перестал получать от них доход и спрятал их в этой комнате. Мэйбл создаёт восковую копию Стэна, но кто-то отрубает ей голову. Близнецы Пайнс проводят расследование. | 3  |                                                            |                  |           |
| | 4  | Мэйбл и малыш Гидеон (англ. The Hand That Rocks the Mabel) | 6 июля 2012      | 618G-105  |
| В город приезжает 11-летний мальчик по имени Гидеон, который якобы имеет телепатические способности. Дедушка Стэн возненавидел его за то, что тот отводит у него клиентов. Когда близнецы Пайнс приходят на его представление, он влюбляется в Мэйбл и приглашает её на свидание. | 4  |                                                            |                  |           |
| | 5  | От заката до рассвета (англ. The Inconveniencing)          | 13 июля 2012     | 618G-104  |
| Диппер и Мэйбл отправляются на вечеринку с Венди и её друзьями в заброшенный магазин. Мэйбл узнаёт, что Диппер влюблён в Венди. Внезапно в магазине появляются призраки, которые пытаются уничтожить всех подростков. | 5  |                                                            |                  |           |
| | 6  | Диппер становится мужиком (англ. Dipper vs. Manliness)     | 20 июля 2012     | 618G-106  |
| Диппер, рассерженный тем, что все считают его слабаком, отправляется в лес и встречает там мужикотавров — наполовину мужиков, наполовину минотавров; они обещают сделать его мужиком. Но в ходе тренировок мужикотавры назначают Дипперу сложное испытание — убить Мультимедведя. В это время Мэйбл хочет сделать из Стэна первоклассного джентльмена. | 6  |                                                            |                  |           |
| | 7  | Диппер и атака клонов (англ. Double Dipper)                | 10 августа 2012  | 618G-108  |
| Дедушка Стэн устраивает в Хижине Чудес вечеринку для подростков, чтобы подзаработать. Диппер клонирует себя, чтобы суметь выполнить задание Стэна и одновременно побыть с Венди. Мэйбл веселится на вечеринке и знакомится с Кэнди-Чиу и Грэндой. Также Мэйбл узнаёт о Пасифике и соревнуется с ней в поединке за корону короля вечеринки. | 7  |                                                            |                  |           |
| | 8  | Несерьёзное сокровище (англ. Irrational Treasure)          | 17 августа 2012  | 618G-110  |
| В день основания Гравити Фолз Диппер и Мэйбл выясняют, что Натаниэль Нортвест, прапрадед Пасифики, не был основателем города, и они решают расследовать подробности. | 8  |                                                            |                  |           |
| | 9  | Время назад! (англ. The Time Traveler’s Pig)               | 24 августа 2012  | 618G-109  |
| Стэн организовывает ярмарку, на которую попадает путешественник во времени. Пользуясь его машиной времени, Диппер и Мэйбл пытаются прожить этот день так, как они хотели бы: исправив конфуз с Венди и выиграв на конкурсе поросёнка Пухлю, но им придётся выбрать что-то одно. | 9  |                                                            |                  |           |
| | 10 | Беги или сражайся (англ. Fight Fighters)                   | 14 сентября 2012 | 618G-111  |
| Венди уезжает на выходные с семьёй. Между Диппером и Робби, влюблёнными в неё, разворачивается конфликт. Чтобы одержать победу, Диппер оживляет персонажа из компьютерной игры, Рамбла МакСкёрмиша, и с его помощью защищается от Робби. Мэйбл пытается излечить Стэна от боязни высоты. | 10 |                                                            |                  |           |
| | 11 | Малыш Диппер (англ. Little Dipper)                         | 28 сентября 2012 | 618G-102  |
| Диппер узнаёт, что он ровно на 1 миллиметр ниже Мэйбл. И, сердясь на друзей за то, что они над ним смеются, идёт в лес и находит там магический кристалл, умеющий менять рост. Воспользовавшись этим, он становится выше. Между Диппером и Мэйбл разворачивается война за кристалл, и в итоге он достаётся Гидеону. Он уменьшает близнецов и идёт в Хижину, чтобы наконец победить Стэна. | 11 |                                                            |                  |           |
| | 12 | Летоуин (англ. Summerween)                                 | 5 октября 2012   | 618G-114  |
| В Гравити Фолз наступает праздник — Летоуин. Этот праздник придумали жители города, так как они очень любят Хеллоуин и решили его отмечать два раза в году — осенью и летом. Семья Пайнсов готовится к празднику. В ходе событий появляется Летоуинский Ловкач, который повелел собрать друзьям 500 конфет за одну ночь, обещая в противном случае их съесть. | 12 |                                                            |                  |           |
| | 13 | Мэйбл – начальница (англ. Boss Mabel)                      | 15 февраля 2013  | 618G-115  |
| Дедушка Стэн относится к своим работникам и посетителям слишком коварно, и это задевает Мэйбл. Она заключает со Стэном пари: дядюшка на 72 часа (3 дня) отправляется в отпуск, а Мэйбл всё это время должна управлять Хижиной; побеждает тот, кто заработает больше денег. | 13 |                                                            |                  |           |
| | 14 | Бездна! (англ. Bottomless Pit!)                            | 1 марта 2013     | 618G-113  |
| Дедушка Стэн, Мэйбл, Диппер и Зус приходят к Бездонной Яме около Хижины Чудес и выбрасывают в неё свои ненужные вещи. В процессе они падают в яму и рассказывают истории, чтобы скоротать время. | 14 |                                                            |                  |           |
| | 15 | Приключение в бассейне (англ. The Deep End)                | 15 марта 2013    | 618G-112  |
| В самый жаркий день в истории Гравити Фолз семья отправляется в городской бассейн. Диппер пытается устроиться работать помощником спасателя (спасатель — Венди). Стэн борется с Гидеоном за идеальный шезлонг. Мэйбл встречает мужчину-русалку по имени Русалдо, в которого влюбляется. | 15 |                                                            |                  |           |
| | 16 | Ковёр-обормот (англ. Carpet Diem)                          | 5 апреля 2013    | 618G-117  |
| Зус находит ещё одну тайную комнату в Хижине Чудес. Диппер и Мэйбл начинают подлизываться к Стэну, чтобы получить ключ от неё. Экспериментальный ковёр в новой комнате меняет жителей Гравити Фолз телами. | 16 |                                                            |                  |           |
| | 17 | Любовное безумие (англ. Boyz Crazy)                        | 19 апреля 2013   | 618G-119  |
| Мэйбл, Кэнди-Чиу и Грэнда идут на концерт бойз-бэнда «Пару раз». Спасая клонированных участников группы от продюсера-эксплуататора, подруги ссорятся. Диппер пытается разоблачить Робби, загипнотизировавшего Венди, в чём ему помогает Стэн. | 17 |                                                            |                  |           |
| | 18 | Земля до начала свиней (англ. Land Before Swine)           | 28 июня 2013     | 618G-122  |
| Семья Пайнсов и Зус пытаются спасти Пухлю, унесённого птеродактилем, и открывают подземный мир динозавров в лесу близ Гравити Фолз. | 18 |                                                            |                  |           |
| | 19 | Пленники разума (англ. Dreamscaperers)                     | 12 июля 2013     | 618G-120  |
| Гидеон, стремясь отобрать у Пайнсов хижину, нанимает демона разума Билла Шифра. Билл проникает в сознание Стэна, чтобы добыть код от сейфа, где лежат документы на недвижимость. Диппер, Мэйбл и Зус отправляются вслед, чтобы предотвратить это. | 19 |                                                            |                  |           |
| | 20 | Восход Гидеона (англ. Gideon Rises)                        | 2 августа 2013   | 618G-121  |
| Серия является продолжением эпизода «Пленники разума». Стэн теряет Хижину, и Пайнсы решают вернуть её. Серия заканчивается тем, что жители Гравити Фолз узнали о том, что все это время Гидеон следил за ними, в том числе и за семейкой Пайнсов, Гидеона сажают за решетку и хижина возвращается обратно к Стену. | 20 |                                                            |                  |           |

## Второй сезон (2014–2016)

### Сюжет
Летние каникулы Диппера и Мэйбл превращаются в кошмар, когда Гидеон захватывает «Хижину чудес». Объединившись с дядюшкой Стэном, близнецы побеждают заклятого врага.
Но происходящее в Гравити Фолз привлекает ФБР. Близнецы узнают правду о своём дяде.
| | №  | Название                                                                                           | Дата премьеры    | Код серии         |
| | 1  | Зомби-караоке (англ. Scary-oke)                                                                    | 1 августа 2014   | 618G-202          |
| Серия является прямым продолжением «Восход Гидеона». Пайнсы устраивают вечеринку в честь победы над малышом Гидеоном. Хижину навещают агенты ФБР, обнаружившие странный сигнал, исходящий из Хижины Стэна. Диппер, одержимый желанием работать вместе с ФБР, вызывает армию зомби, чтобы впечатлить сотрудников ФБР, но дело выходит из-под контроля, и жизнь Пайнсов оказывается под угрозой. Исследуя суть вопроса, Диппер открыл существование ещё больших тайн, сведения о которых замаскированы на страницах дневника — они написаны невидимыми чернилами. | 1  | |                  |                   |
| | 2  | В бункере (англ. Into the Bunker)                                                                  | 4 августа 2014   | 618G-201          |
| Диппер, Мэйбл, Венди и Зус отправляются в бункер Автора Дневников, чтобы наконец найти этого загадочного человека. Вместо него обнаруживают монстра, способного менять свой голос и облик, и друзья должны его обезвредить, но во время этой операции Диппер пробалтывается о своей любви к Венди. | 2  | |                  |                   |
| | 3  | Гольфовая война (англ. The Golf War)                                                               | 11 августа 2014  | 618G-203          |
| Мэйбл и Пасифика устраивают ночной турнир по мини-гольфу. Мэйбл и Диппер обнаруживают на поле крохотных обитателей, называющих себя лилигольферами и враждующих между собой, чем близнецы и пользуются, чтобы одержать победу над соперницей. | 3  | |                  |                   |
| | 4  | Носочная опера (англ. Sock Opera)                                                                  | 8 сентября 2014  | 618G-206          |
| Мэйбл встречает очередного парня своей мечты — кукловода Гейба, помешанного на куклах. Мэйбл, чтобы понравиться Гейбу, устраивает представление в кукольном театре. Диппер же пытается взломать ноутбук Автора. Свою помощь в этом деле предлагает Билл Шифр. | 4  | |                  |                   |
| | 5  | Зус и настоящая девушка (англ. Soos and the Real Girl)                                             | 22 сентября 2014 | 618G-205          |
| Зус ищет девушку, в чём ему помогают Диппер и Мэйбл. Он тренируется приглашать девушек на свидания в компьютерной игре, но вскоре персонаж этой игры, Гиффани, влюбляется в Зуса. Чтобы уберечь Диппера, Мэйбл и новую девушку Мэлоди, Зус должен найти способ уничтожить Гиффани вместе с игрой. | 5  | |                  |                   |
| | 6  | Магазинчик страшилок (англ. Little Gift Shop of Horrors)                                           | 4 октября 2014   | 618G-209          |
| Стэн рассказывает путнику, зашедшему в «Хижину чудес» после закрытия, три истории: одна про то, как его прокляли; другая повествует о том, как Пухля стал гением; третья же рассказывает о страхе детства Мэйбл — пластилиновой анимации. | 6  | |                  |                   |
| | 7  | Общество Слепого Глаза (англ. Society of the Blindeyе)                                             | 27 октября 2014  | 618G-207          |
| Диппер и Мэйбл подозревают, что старик МакГаккет, возможно, и есть автор Дневников. К сожалению, он ничего не помнит с 1982 года. Близнецы вместе с Зусом и Венди решают вернуть ему память и отправляются в залы потерянной памяти, находящиеся в историческом музее Гравити Фолз. | 7  | |                  |                   |
| | 8  | Игры со временем (англ. Blendin’s Game)                                                            | 10 ноября 2014   | 618G-208          |
| Диппер и Мэйбл узнают, что у Зуса день рождения, и решают пригласить его в аттракцион Лазертаг. Но из-за Блендина, который хочет отомстить, Диппер и Мэйбл попадают в будущее. Ради Зуса они сражаются в гладиаторских боях времени «Глобнар» против Блендина. | 8  | |                  |                   |
| | 9  | Бог любви (англ. The Love God)                                                                     | 26 ноября 2014   | 618G-210          |
| В поисках девушки для Робби, Мэйбл заходит слишком далеко и крадёт любовное зелье. | 9  | |                  |                   |
| | 10 | Тайна поместья Нортвестов (англ. Northwest Mansion Mystery)                                        | 16 февраля 2015  | 618G-211          |
| За день до ежегодного бала в особняке Нортвестов объявляется призрак. Пасифика, по просьбе родителей, связывается с Диппером и просит его избавиться от призрака. Но не все так просто: призрак пришёл, чтобы исполнить клятву, данную 150 лет назад, и единственный способ остановить его — открыть ворота в особняк простым жителям. | 10 | |                  |                   |
| | 11 | Кем он оказался (англ. Not What He Seems)                                                          | 9 марта 2015     | 618G-212          |
| Дядя Стэн близок к тому, чтобы открыть портал в другой мир, однако за несколько часов до этого его арестовывают за кражу имущества и сокрытия опасного устройства. Диппер и Мэйбл решают доказать невиновность дядушки. | 11 | |                  |                   |
| | 12 | Рассказ о двух Стэнах (англ. A Tale of Two Stans)                                                  | 13 июля 2015     | 618G-213          |
| Загнанный в угол под Хижиной Чудес дядюшка Стэн наконец расскажет всю правду Дипперу и Мэйбл о своём прошлом, о своём брате Стэнфорде и о вселенском портале. | 12 | |                  |                   |
| | 13 | Подземелья, подземелья и ещё подземелья (англ. Dungeons, Dungeons, & More Dungeons)                | 3 августа 2015   | 618G-214          |
| Диппер покупает настольную игру «Подземелья, подземелья и ещё больше подземелий» и играет в неё со своим дядушкой Фордом, но кубик под названием «бесконечногранник» оживляет персонажей из игры. Примечание: В серии «Магазинчик страшилок» показана головоломка под названием «Богзнаетсколькогранник». | 13 | |                  |                   |
| | 14 | Стэн — кандидат в мэры (англ. The Stanchurian Candidate)                                           | 24 августа 2015  | 618G-215          |
| Когда дядушка Стэн решает баллотироваться в мэры, Дипперу и Мэйбл приходится заняться превращением своего незадачливого дядушки в настоящего кандидата. | 14 | |                  |                   |
| | 15 | Последний единорог Мэйбл (англ. The Last Mabelcorn)                                                | 7 сентября 2015  | 618G-222          |
| Новая угроза ведёт Мейбл в зачарованное царство единорогов. Тем временем, Диппер узнаёт что-то неожиданное про таинственного Билла Шифра. | 15 | |                  |                   |
| | 16 | Дорожные приключения (Гравити Фолз) (англ. Roadside Attraction)                                    | 21 сентября 2015 | 618G-217          |
| Дядушка Стэн берёт детей с собой в дорожное путешествие, чтобы подорвать деятельность других ловушек для туристов. | 16 | |                  |                   |
| | 17 | Диппер и Мэйбл против будущего (англ. Dipper and Mabel vs. the Future)                             | 12 октября 2015  | 618G-218          |
| Мэйбл хочет организовать вечеринку вместе с Диппером на их 13-летие, но Форд предложил пойти вместе с ним на опасное приключение. Позже что-то идёт не так. | 17 | |                  |                   |
| | 18 | Странногеддон, часть 1: Апокалипсис (англ. Weirdmageddon. Part 1)                                  | 26 октября 2015  | 618G-219          |
| Действие эпизода является продолжением эпизода «Диппер и Мэйбл против будущего». Билл Шифр наконец-то попадает в наше измерение и трансформируется в самое могущественное и самое страшное существо, чтобы начать конец света. Диппер с Фордом пытаются победить его, но перед ними встаёт Гидеон. | 18 | |                  |                   |
| | 19 | Странногеддон, часть 2: Побег от реальности (англ. Weirdmageddon. Part 2: The Escape from Reality) | 24 ноября 2015   | 618G-220          |
| Дипперу, Зусу и Венди предстоит спасти Мэйбл из плена магического пузыря, и как можно скорее, пока Билл Шифр не приступил ко второй фазе Странногеддона. | 19 | |                  |                   |
| | 20 | Странногеддон, часть 3: Вернуть себе город (англ. Weirdmageddon. Part 3: Take Back The Falls)      | 15 февраля 2016  | 618G-221/618G-223 |
| Странногеддон продолжается. Билл заключил Форда в наручники и объявил, что освободит его только при условии того, что Форд впустит его в своё сознание. В это же время Стэн собрал в Хижине Чудес большинство монстров и аномалий из 1 сезона, освобождённых Биллом, и объявил себя главой самопровозглашённого государства на территории Хижины, как единственного места, на которое не действует магия Шифра. | 20 | |                  |                   |
| | 21 | Странногеддон, часть 4: Где-то в лесах (англ. Weirdmageddon. Part 4: Somewhere In the Woods)       | 15 февраля 2016  | 618G-221/618G-223 |
| Персонажи сталкиваются с Биллом. Он превращает большинство героев в каменные статуи, а Диппер и Мэйбл стараются от него убежать. Стэн и Форд придумывают трюк с переодеванием, чтобы Стэн под видом Форда заключил договор с Биллом. Билл попадает в сознание Стэна, где осознает, что его обманули. Форд стирает его пушкой для стирания воспоминаний. Странногеддон завершается. Все жители, обращённые в статуи, возвращаются к жизни. Стэн потерял память, и Мэйбл помогает ему вспомнить всё, показывая альбом с событиями, которые они пережили за это лето. Способ оказывается действенным. Из Гравити Фолз исчезли все аномалии, а близнецов Пайнс признали городскими героями. Они отпраздновали своё тринадцатилетие, на которое пришло множество жителей Гравити Фолз. Диппер и Мэйбл попрощались со Стэном, Фордом, Венди, Зусом, Грендой и Кэнди. Венди дала Дипперу конверт, и попросила открыть его тогда, когда тот соскучится по Гравити Фолз. Сидя в автобусе, напрявляющемся в Калифорнию, Диппер открывает конверт и видит записку со многими блётсками и рисунками, а в центре надпись – «Увидимся следующим летом». Увидев это, Диппер улыбается. | 21 | |                  |                   |

## Мини-эпизоды (2013—2014)
Пять циклов мини-эпизодов Путеводитель Диппера по необъяснимому, Советы Мэйбл, Ремонт с Зусом, Общественное телевидение Гравити Фолз и Альбом памятных событий Мэйбл транслировались между первым и вторым сезонами Гравити Фолз
| № | Название                                                                       | Авторы сценария | Дата премьеры   | Производственный код |
| --- | ------------------------------------------------------------------------------ | --------------- | --------------- | -------------------- |
| 1 | «Candy Monster» «Конфетный монстр»                                             | TBA             | 14 октября 2013 | 618G-704             |
| Диппер и Мэйбл должны перейти в полную боевую готовность, чтобы одолеть загадочное существо, которое выпрыгнуло из стропил и крадёт их конфеты с Летоуина. |                                                                                |                 |                 |                      |
| 2 | «Stan's Tattoo» «Тату Стэна»                                                   | Майкл Рианда    | 14 октября 2013 | 618G-701             |
| Диппер разрабатывает план, чтобы увидеть тайную татуировку Стэна.                                                                                          |                                                                                |                 |                 |                      |
| 3 | «Mailbox» «Почтовый ящик»                                                      | TBA             | 15 октября 2013 | 618G-702             |
| Посреди леса Диппер и Зус натыкаются на почтовый ящик и хотят узнать, кто (или что) отвечает им.                                                           |                                                                                |                 |                 |                      |
| 4 | «Lefty» «Левосторонний»                                                        | Тим Маккеон     | 16 октября 2013 | 618G-706             |
| Диппер хочет узнать, почему «такой нормальный житель» Гравити Фолз ходит всегда левой стороной.                                                            |                                                                                |                 |                 |                      |
| 5 | «Tooth» «Зуб»                                                                  | TBA             | 17 октября 2013 | 618G-705             |
| Диппер и Мэйбл находят на берегу озера гигантский зуб и садятся в лодку, чтобы узнать, откуда он взялся.                                                   |                                                                                |                 |                 |                      |
| 6 | «The Hide-Behind» «Прячущийся»                                                 | TBA             | 18 октября 2013 | 618G-703             |
| Местный дровосек Отважный Дэн и официантка Ленивая Сьюзен рассказывают Дипперу легенду о загадочном существе, которого не слышно и нельзя увидеть.         |                                                                                |                 |                 |                      |
| 7 | «Mabel's Guide to Dating» «Советы Мэйбл о свиданиях»                           | Джефф Роу       | 3 февраля 2014  | 618G-708             |
| Мэйбл делится своими мыслями о свиданиях и даёт трём завидным холостякам — Дядушке Стэну, Дипперу и Зусу — викторину.                                      |                                                                                |                 |                 |                      |
| 8 | «Mabel's Guide to Stickers» «Советы Мэйбл о стикерах»                          | TBA             | 4 февраля 2014  | 618G-711             |
| Мэйбл делится своими мыслями об истории стикеров, их стилях и видах.                                                                                       |                                                                                |                 |                 |                      |
| 9 | «Mabel's Guide to Fashion» «Советы Мэйбл о моде»                               | TBA             | 5 февраля 2014  | 618G-709             |
| Мэйбл показывает свои модные секреты миру, в том числе ЭКСПРЕСС-ПРЕОБРАЖАЛКИ! Вместе с подругами она тестирует его на Зусе, Стэнли и Старике МакГаккете.   |                                                                                |                 |                 |                      |
| 10 | «Mabel's Guide to Color» «Советы Мэйбл о цвете»                                | TBA             | 6 февраля 2014  | 618G-712             |
| Опрос Мэйбл о любимых цветах её друзей приносит неутешительные результаты — оказывается, Дядушка Стэн никогда не видел радугу.                             |                                                                                |                 |                 |                      |
| 11 | «Mabel's Guide to Art» «Советы Мэйбл об искусстве»                             | TBA             | 7 февраля 2014  | 618G-707             |
| Мэйбл рассказывает, что она профи в рисунках, ещё с детства её рисунки были шедеврами! И теперь она начинает рисовать в новом стиле — это... «Кошкотуры»!  |                                                                                |                 |                 |                      |
| 12 | «Fixin' It with Soos: Golf Cart» «Ремонт с Зусом: тележка для гольфа»          | TBA             | 21 апреля 2014  | 618G-716             |
| Зус чинит гольф-мобиль, после чего Зус, Вэнди и Диппер выполняют безбашенный трюк.                                                                         |                                                                                |                 |                 |                      |
| 13 | «Fixin' It with Soos: Cuckoo Clock» «Ремонт с Зусом: часы с кукушкой»          | TBA             | 22 апреля 2014  | 618G-715             |
| Зус чинит часы с кукушкой и даёт ей ультра-крутой новый дизайн.                                                                                            |                                                                                |                 |                 |                      |
| 14 | «TV Shorts 1» «Общественное телевидение Гравити Фолз. Эпизод №1»               | TBA             | 23 апреля 2014  | 618G-717             |
| Новая реклама Хижины Чудес, организованная Дядушкой Стэном и многое другое.                                                                                |                                                                                |                 |                 |                      |
| 15 | «TV Shorts 2» «Общественное телевидение Гравити Фолз. Эпизод №2»               | TBA             | 24 апреля 2014  | 618G-718             |
| Лови новую серию «Что вы такое творите?», а также телесериал о жизни подростков и шоу «Казённый дом Малыша Гидеона».                                       |                                                                                |                 |                 |                      |
| 16 | «Mabel's Scrapbook: Heist Movie» «Альбом памятных событий Мэйбл: Поход в кино» | TBA             | 2 июня 2014     | 618G-714             |
| Мэйбл вспоминает, как она с семьёй пыталась попасть в кинотеатр.                                                                                           |                                                                                |                 |                 |                      |
| 17 | «Mabel's Scrapbook: Petting Zoo» «Альбом памятных событий Мэйбл: Зоопарк»      | TBA             | 2 июня 2014     | 618G-713             |
| Мэйбл вспоминает, как она с семьёй отправилась в зоопарк.                                                                                                  |                                                                                |                 |                 |                      |

## Прочий контент

### Пилотный эпизод
Неофициальный пилотный выпуск сериала Гравити Фолз. Является пробной версией эпизода «Ловушка для туриста». Пилотный эпизод никогда не показывался по телевидению, но его полная версия была загружена 3 августа 2016 года, в качестве приза, за сбор физического пазла Cipher Hunt. Вероятно, эпизод был создан ещё в 2010 году. Эпизод длится около 11 минут (это половина от обычного эпизода Гравити Фолз). В пилотном эпизоде присутствуют некоторые различия между изначальной и финальной версиями первого эпизода Гравити Фолз.

### Существо в шкафу
Существо в шкафу (англ. —  Creature in the Closet) является небольшим рекламным роликом, показанным за несколько месяцев (17 апреля 2012 года) до премьеры сериала. Диппер и Мейбл пытаются запечатлеть загадочное существо (#26), которое прячется в шкафу Тайной хижины до того, как сел аккумулятор в видеокамере.

### Жуткие письма малыша Гидеона
Существуют 5 мини-эпизодов, выпущенных с 7 ноября по 2 декабря 2014 года, в которых Гидеон Глифул пишет письма своим врагам, пребывая в тюрьме Максимальной Безопасности. Время идёт параллельно со 2 сезоном.

### Загадка в Гравити Фолз
Загадка в Гравити Фолз (в оригинале «Mysteriet i Gravity Falls») — это мини-сериал из шести частей, созданный в Скандинавском канале Дисней («Disney Channel Scandinavia») и показанный 14 февраля 2015 года. Этот мини-сериал посвящён различным скрытым вещам на протяжении всего основного сериала: от кодов в конце серии до значения символов на колесе шифра. Каждый эпизод длится примерно пять с половиной минут, и каждый из них имеет одинаковую структуру сюжета.

### Уголок заговоров старика Макгакета
«Уголок заговоров старика Макгакета» (англ. — "Old Man" McGucket's Conspiracy Corner Marathon) был специальным марафоном 2 сезона, который транслировался 19 апреля 2015 года. Он включали в себя десять 30-секундных роликов, в которых Макгакет был марионеткой, а не анимационным персонажем. В них Макгакет рассказывает о своих теориях заговора относительно аномалий в Гравити Фолз, а также о других наблюдениях, которые он сделал о городе. Некоторые из этих теорий и наблюдений верны, а другие либо неверны, либо не доказаны. Очевидно, Макгакету дали только угол, потому что они «не доверяют ему целую комнату». Его «уголок» состоит только из реальных объектов, без анимации мультфильма. Есть доска объявлений с различными подсказками и красной лентой, соединяющей некоторые из них вместе.

### Гравити Фолз: Между сосен
22-минутный специальный эпизод под названием «Гравити Фолз: Между сосен» (в названии обыгрывается игра слов: фамилия семейства Пайнсов (Pines) переводится с английского как сосны), организованный Дитём Времени с эксклюзивной информацией и комментариями Алекса Хирша, транслировался 8 февраля 2016 года, за неделю до финала сериала. После-финальное издание вышло 26 марта с добавлением отрывков из финальной серии.